# Kallidaikurichchi
Kallidaikurichchi är en ort i Indien.   Den ligger i distriktet Tirunelveli Kattabo och delstaten Tamil Nadu, i den södra delen av landet, 2 200 km söder om huvudstaden New Delhi. Kallidaikurichchi ligger 76 meter över havet och antalet invånare är 25 513.
Terrängen runt Kallidaikurichchi är platt åt nordost, men åt sydväst är den kuperad. Runt Kallidaikurichchi är det tätbefolkat, med 319 invånare per kvadratkilometer. Närmaste större samhälle är Ambasamudram, 3,4 km norr om Kallidaikurichchi. Omgivningarna runt Kallidaikurichchi är en mosaik av jordbruksmark och naturlig växtlighet.